# زوباج
زوباجية (الاسم العلمي: Zoopagaceae) هي فصيلة من الفطريات تتبع رتبة الزوباجيات من شعيبة الزوباجيانية.

## أجناس
- زوباج